# Starčevo (otok)
Starčevo (srbsko Старчево) je črnogorski otok v Skadarskem jezeru.
Starčevo je 7 ha velik otok, ki leži v črnogorskem delu Skadarskega jezera. Na jugovzhodnem delu otoka stoji obnovljen Pravoslavni samostan Starčeva Gorica zgrajen od 1376 do 1378. V tem samostanu so prepisovali mnoge rokopise. V sklopu samostana stoji tudi cerkev posvečena Uspenju Presvete Bogorodice v kateri je grobnica enega prvih srbskih tiskarjev Božidarja Vukovića Podgoričana.